# Svag konvergens
Svag konvergens är ett matematiskt begrepp i funktionalanalys och syftar på en speciell typ av konvergens i Banach- och Hilbertrum.

## Definition
En följd av punkter {\displaystyle x_{n}} i ett Banachrum X sägs konvergera svagt till x om
{\displaystyle \lim _{n\to \infty }f(x_{n})=f(x)}
för alla begränsade linjära funktionaler f, dvs alla f i dualrummet X'.
Att {\displaystyle x_{n}} konvergerar svagt till x skrivs:
{\displaystyle x_{n}\rightharpoonup x}
Speciellt kan man i ett Hilbertrum H uttrycka svag konvergens som att {\displaystyle x_{n}} konvergerar svagt till x om
{\displaystyle \lim _{n\to \infty }\langle x_{n},y\rangle =\langle x,y\rangle }
för alla y i H, där {\displaystyle \langle \cdot ,\cdot \rangle } är den inre produkten. Detta kommer av att varje linjär begränsad funktional i ett Hilbertrum kan representeras med hjälp av den inre produkten och ett y i H som ovan, enligt Riesz representationssats.

### Svag kontra stark konvergens
Svag konvergens kan jämföras med det vanliga konvergensbegreppet, stark konvergens eller konvergens i norm. En följd {\displaystyle x_{n}} i ett Banachrum sägs konvergera stark till x om
{\displaystyle \lim _{n\to \infty }\|x_{n}-x\|=0}
där {\displaystyle \|\cdot \|} är normen i Banachrummet. Dessa två konvergensbegrepp definierar två olika topologier på rummet. Topologin inducerad av svag konvergens kallas svag topologi.

## Egenskaper
Om en följd {\displaystyle x_{n}} konvergerar svagt till x kan man visa att många egenskaper som gäller för starkt konvergenta följder gäller även för {\displaystyle x_{n}}:
- Gränsvärdet x är unikt.
- Varje delföljd av {\displaystyle x_{n}} konvergerar svagt till x.
- Följden {\displaystyle \|x_{n}\|} är begränsad.
- Om {\displaystyle y_{n}\rightharpoonup y} gäller att {\displaystyle \alpha x_{n}+\beta y_{n}\rightharpoonup \alpha x+\beta y}.

Stark konvergens implicerar svag konvergens:
{\displaystyle x_{n}\to x\Rightarrow x_{n}\rightharpoonup x.}
Det omvända gäller i ändligtdimensionella vektorrum, men inte i allmänhet. En svagt konvergent följd behöver alltså inte vara starkt konvergent men om den är det så är det svaga och starka gränsvärdet samma.
Om xn konvergerar svagt till x gäller
{\displaystyle \|x\|\leq \liminf _{n\to \infty }\|x_{n}\|.}